# Трематом Лённберга
Тремато́м Лённберга (лат. Pseudotrematomus loennbergii) — морская, антарктическая, донная рыба из семейства нототениевых (Nototheniidae) подотряда нототениевидных (Notothenioidei) отряда окунеобразных (Perciformes). Входит в состав подсемейства Трематомины (Trematominae).
Впервые этот вид был описан как Trematomus loennbergii в 1913 году британским ихтиологом Чарльзом Тейтом Ригеном (англ. Charles Tate Regan, 1878—1943) — по голотипу, пойманному у островов Баллени в море Сомова в 1906 году. В 1982 году вид был помещён в род Pseudotrematomus. Назван в честь шведского зоолога и ихтиолога Эйнара Лённберга (швед. Einar Lönnberg, 1865—1942).
Донно-придонный, довольно эврибатный, циркумполярно-антарктический вид, обитающий в высокоширотной зоне Антарктики на глубинах 60—830 м. Рыба среднего размера, не превышающая стандартной длины 30 см. Согласно схеме зоогеографического районирования по донным рыбам Антарктики, предложенной А. П. Андрияшевым и А. В. Нееловым, ареал вида находится в границах восточноантарктической и западноантарктической провинций гляциальной подобласти Антарктической области.
Может встречаться в уловах донных тралов и донных ярусов на мелководном и углублённом шельфе, а также в верхней части континентального склона Антарктиды.

## Характеристика трематома Лённберга
В первом спинном плавнике 5—7 гибких колючих лучей, во втором спинном плавнике 33—35 членистых лучей, в анальном плавнике 33—35 членистых лучей (на 1—2 луча больше, чем во втором спинном плавнике), в грудном плавнике 26—29 лучей; лучей жаберной перепонки 5—6; общее число тычинок во внешнем ряду первой жаберной дуги 20—24, из них в нижней части — 13—15, в верхней части — 6—10 жаберных тычинок; поперечных рядов чешуй на теле 64—80; число трубчатых чешуй в дорсальной боковой линии 41—47; медиальная боковая линия короткая, насчитывает 6—19 трубчатых чешуй; общее число позвонков 50—54, из них туловищных 16—18 и хвостовых 33—37.
Тело покрыто главным образом ктеноидной чешуёй; циклоидная чешуя покрывает брюхо, грудь перед грудными плавниками и нижнюю часть головы. Голова практически полностью покрыта чешуёй, за исключением передней части рыла, нижней челюсти и межжаберного промежутка.
Тело удлинённое, умеренно сжатое с боков, невысокое; его высота составляет около 19—25 % стандартной длины тела. Голова умеренная в длину, около 27—29 % стандартной длины. Рот конечный. Верхняя челюсть выдвижная, её длина составляет 36—43 % длины головы. Глаз большой, 28—37 % длины головы. Межглазничное пространство относительно узкое, 16—27 % длины головы.
Общая окраска тела у живых взрослых рыб, пойманных на большой глубине, черноватая, с металлическим сине-зеленоватым блеском на жаберных крышках (см. фото). У фиксированных в формалине и спирте рыб окраска однородная коричневая, без заметных пятен или полос. Первый спинной и хвостовой плавники чёрные или черноватые. Другие плавники в целом светлее, чернеющие к концам. Ротовая и жаберная полости чёрные. У живых рыб с меньших глубин окраска может быть светлее — светло-коричневая, с более тёмной спиной и 4—7 тёмными полосами на боках туловища.

## Распространение и батиметрическое распределение
Распространён циркумполярно на шельфе и верхней батиали окраинных морей Антарктиды, а также вокруг Антарктического полуострова. Встречается в довольно широком диапазоне глубин от 65 до 832 м, преимущественно глубже 300 м.

## Размеры
Рыба среднего размера — до 30 см стандартной длины.

## Образ жизни
Донно-придонный — эпибентический вид, обитающий главным образом на поверхности грунта и спорадически поднимающийся в придонный слой пелагиали в поисках пищи. Питается зоопланктоном — амфиподами, преимущественно Orchomene plebs, свободноживущими полихетами, изоподами, другими мелкими ракообразными, а также мелкой рыбой.
В море Уэдделла нерестится осенью. У Антарктического полуострова в марте были зарегистрированы постличинки стандартной длиной 25—30 мм.

## Систематика
Трематом Лённберга вместе с другими трематомами часто продолжает рассматриваться в составе традиционно принимаемого объёма рода Trematomus, как Trematomus loennbergii. Вместе с тем, согласно последней ревизии подсемейства Trematominae, все виды трематомов, за исключением единственного вида трематома-гонца (Trematomus newnesi) — типового вида рода, оставленного в роде Trematomus, помещены в новый род Pseudotrematomus.